# Шарбактинський сільський округ (Аккулинський район)
Шарбакти́нський сільський округ (каз. Шарбақты ауылдық округі, рос. Шарбактинский сельский округ) — адміністративна одиниця у складі Аккулинського району Павлодарської області Казахстану. Адміністративний центр — село Шарбакти.
Населення — 1517 осіб (2021; 1692 у 2009, 2137 у 1999, 3059 у 1989).
Станом на 1989 рік існувала Щербактинська сільська рада (села Керей, Тосагаш, Щербакти, селища Жузкарагай, Нурбай, Ойнак), село Жабагили перебувало у складі Майкарагайської сільради. 2001 року село Жабагли Майкарагайського сільського округу було включено до складу округу.

## Склад
До складу округу входять такі населені пункти:
| Населений пункт    | Старі назви | Населення, осіб (1989) | Населення, осіб (1999) | Населення, осіб (2009) | Населення, осіб (2021) |
| ------------------ | ----------- | ---------------------- | ---------------------- | ---------------------- | ---------------------- |
| Жабагли, село      | Жабагили    | 389                    | 314                    | 262                    | 192                    |
| Жузкарагай, селище | -           | 103                    | -                      | -                      | -                      |
| Керей, село        | -           | 131                    | -                      | -                      | -                      |
| Нурбай, селище     | -           | 29                     | -                      | -                      | -                      |
| Ойнак, селище      | -           | 32                     | -                      | -                      | -                      |
| Тосагаш, село      | -           | 498                    | 362                    | 341                    | 291                    |
| Шарбакти, село     | Щербакти    | 1877                   | 1461                   | 1089                   | 1034                   |